# Diaspila
Diaspila is een kevergeslacht uit de familie van de boktorren (Cerambycidae). De wetenschappelijke naam van het geslacht werd voor het eerst geldig gepubliceerd in 1903 door Jordan.

## Soorten
Diaspila omvat de volgende soorten:
- Diaspila bipunctata (White, 1855)
- Diaspila periscelis Jordan, 1903